# 全民表决
全民表决（拉丁语：plebiscitum ）是为一国或一地之重大事项征询其人民主流民意的表决制度。其术语来源于古罗马的拉丁语，由拉丁语的人民（plebs）和决定（scitum）合成，意即人民的决定。在拉丁语原意中，“全民表决”一词有别于凱薩主義（césarisme），是真正为民主设计的工具。而在现代语意中，“全民表决”是公投的一种变体，通常设问是否赞同某人的政策。

## 历史上的全民表决

### 古罗马
在罗马共和国时期，全民表决起初是由护民官提议、并交由罗马人民大会的平民会议的代表表决的一项制度。由于没有贵族代表的参与，贵族一开始并不承认表决的效力；但在公元前286年《霍尔腾西亚法》通过，该法规定包括贵族和平民在内的全体人民都有权参加全民表决。此后全民表决通过的决议与罗马人民大会通过之法律具同等法律地位。

### 近当代

#### 列日
1793年，作为列日革命（法国大革命的一部分）的结果：关于列日主教公国并入法国的全民表决。

#### 帕尔马
1860年，帕尔马全民表决。

#### 尼斯
1860年15~16日，作为《1860年都灵条约》的结果：关于尼斯并入法国的全民表决。

#### 萨伏依
1860年22~23日，作为《1860年都灵条约》的结果：关于萨伏依并入法国的全民表决。

#### 德国
1934年，希特勒通过全民表决成为德国总理，并废除总理自立“元首”。

#### 萨尔
1935年萨尔全民表决，萨尔脱离法国重新加入德国。

#### 瑞士
1974年6月23日，汝拉全民表决，汝拉由伯尔尼州分离自立为汝拉州。

### 法国
在法国，全民表决通常是和拿破仑家族联系在一起的。在第一和第二帝国期间，法国进行国多次全民表决，其中大多数是以大比例赞同的形式通过的。

#### 执政府时期
拿破仑执政时期
- 雾月政变后的1799年12月，关于建立执政府[1]。
- 1803年5月，关于担任终身执政[1]。
- 1804年5月，关于建立第一帝国[1]。

#### 第一帝国
拿破仑一世治下
- 1815年6月百日王朝，关于《帝国宪法附加法》。

#### 第二共和
路易-拿破仑·波拿巴总统时期
- 1851年12月，关于合法化政变[1][3]。
- 1852年11月，关于重新建立帝国[1][3]。

#### 第二帝国
拿破仑三世治下
- 1860年，关于尼斯和萨伏依并入法国。
- 1870年5月8日全民表决，关于新宪法[1][3]。

#### 第三共和
国防政府时期
- 1870年11月，关于合法化巴黎人民发布的《共和国宣言》。

#### 第五共和
戴高乐总统时期
戴高乐时期,全民表决的原则已经成熟：因而在1969年宪法公投失败后，戴高乐主动辞去了总统职位。

### 关联条目
- 法国公投(法语：Référendum en France)